# Гаула (река)
Гаула, Гола (англ. Gaula, Gola River) — река в Индии, берущая начало в Малых Гималаях. Площадь водосборного бассейна составляет примерно 578,36 км².
Река также известна под названиями Кичха и Байгул (Байгул-Вест). Она берёт начало в деревне Пахарпани и течёт на юг, минуя город Халдвани, а затем впадает в реку Рамганга примерно в 15 километров к северо-западу от города Барейли. Для реки характерно обильное весеннее питание. Она является источником водоснабжения для Халдвани и Катгодама.

## Полезные ископаемые
В регионе стоит острая проблема незаконной добычи полезных ископаемых. Правительство страны планирует применить технологии дистанционного зондирования Земли, чтобы минимизировать данную деятельность.

## Экология
С годами из-за эрозии и вырубки лесов водосборный бассейн Гаулы стал подвержен оползням, что привело к сокращению его стока. Русло реки после того, как оно выходит на равнину близ Халдвани, также подвергается эрозии из-за чрезмерной добычи полезных ископаемых, которая велась, несмотря на директиву Верховного суда, накладывающую запрет на проведение любых видов работ, кроме удаления отложений ила. Данная ситуация привела к возникновению в декабре 2009 года общественного недовольства в регионах и бандху в городе Халдвани Активисты заявляли о наличии коррупционных связей между представителями горнодобывающей промышленности и местной администрацией.
Устойчивая эрозия лесного коридора реки Гола угрожает выживанию тигров и слонов в регионе Тераи.

## Сооружения
На реке расположена дамба, обеспечивающая водой прилегающие поля региона Бхабар.